# Maurício Gugelmin
Maurício Gugelmin, född 20 april 1963 i Joinville, är en  brasiliansk racerförare.

## Racingkarriär
Gugelmin debuterade i formel 1 för March i Brasilien 1988 och höjdpunkten i hans grand prix-karriär var tredjeplatsen i Brasilien 1989.
Gugelmin tävlade från början i karting hemma i Brasilien mot bland andra vännen Ayrton Senna. 1981 flyttade Gugelmin till Storbritannien och kom där att dominera i Formel Ford. Han gjorde framsteg inom racingen och vann det Brittiska F3-mästerskapet 1985. 
Därefter tävlade han i formel 3000 ett par år. Säsongen 1988 rekryterades Gugelmin av formel 1-stallet March (Leyton House) där han sedan blev kvar i fyra säsonger. Efter en misslyckad säsong i Jordan 1992 lämnade Gugelmin formel 1 och flyttade till USA och tävlade i Champ Car till slutet av 2001.

## F1-karriär
| Säsong | Stall/Tillverkare  | Poäng | Placering |
| ------ | ------------------ | ----- | --------- |
| 1988   | March-Judd         | 5     | 13        |
| 1989   | March-Judd         | 4     | 16        |
| 1990   | Leyton House-Judd  | 1     | 18        |
| 1991   | Leyton House-Ilmor | 0     | –         |
| 1992   | Jordan-Yamaha      | 0     | –         |

| 1. Brasilien 1989 | 1. Frankrike 1989 | 1. USA 1989 |